# Antal Pusztai
Antal Pusztai est un guitariste de musique classique qui pratique aussi le jazz.
Né à Győr en Hongrie le 7 mai 1978, il a commencé à jouer de la guitare dès l'âge de 7 ans, d'abord avec son père puis au Conservatoire de Vienne (1990-1995) avec Inge Scholl Kremmel, à la "Hochschule" de Gyõr (1995-1999) avec Ede Rothet à l'"Universität für Musik und darstellende Kunst"  avec Konrad Ragossnig (2000-2001) et Alvaro Pierri (2001-2003).
Il a reçu le prix Herbert von Karajan 2003-2004.scholarship. Il a également reçu d'autres premiers prix à des concours internationaux de jazz et de musique classique.
Il joue souvent dans des "jazz band" et a formé un duo avec Miguel Delaquin.

## Enregistrements
- Beyond my dreams (2000)